# St George FC
St. George FC är en fotbollsklubb från Sydney i Australien. Klubben spelar numera i New South Wales Super League som är den näst högsta ligan i delstaten New South Wales. De har tidigare spelat i National Soccer League (NSL) som då var den högsta ligan i Australien. Totalt spelade de 14 säsonger i NSL och 1983 vann de NSL och blev australiensiska mästare.